# Benedetto Coda
Benedetto Coda (nachweisbar ab 1492; † um 1535 in Rimini) war ein italienischer Maler.

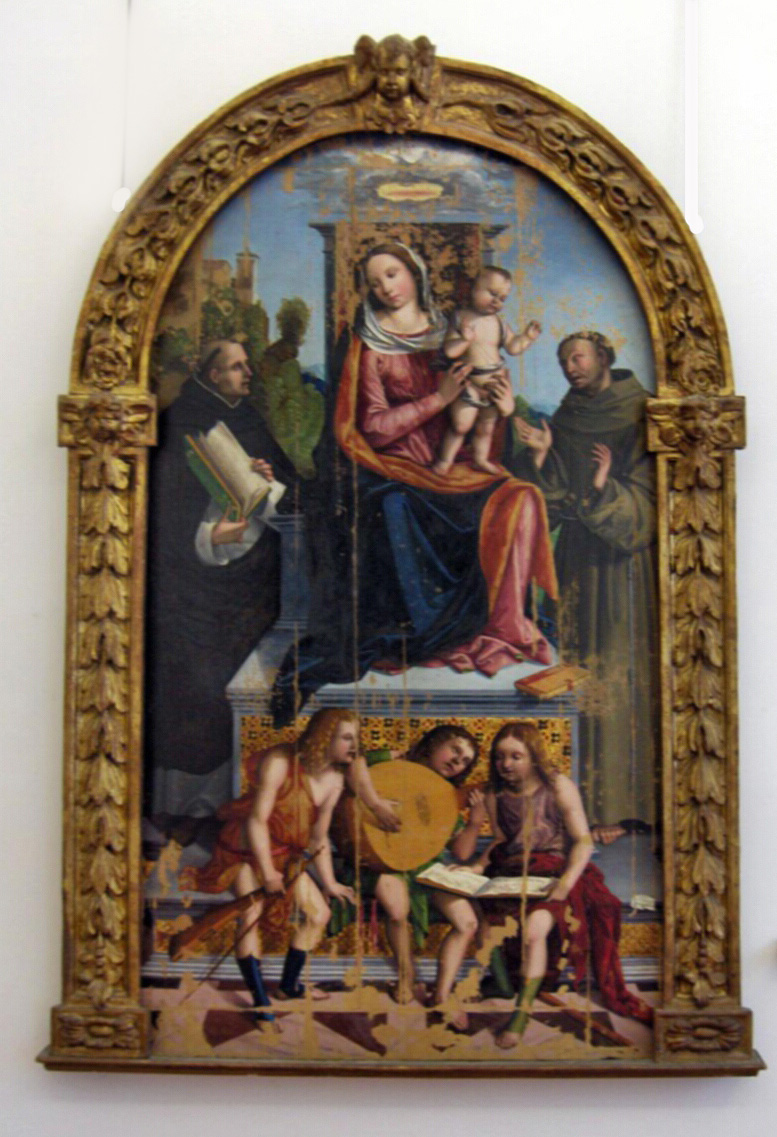
Maria mit dem Kinde, Engeln und Heiligen
Museo della Città, Rimini, Italien

## Leben
Coda war seit dem 7. September 1495 in Rimini ansässig und überwiegen dort als Maler tätig. Seit 1508 wird er als lateinisch civis et habitator Arimini ‚Bürger und Bewohner der Stadt Rimini‘ bezeichnet. Nach Angaben von Vasari war er ein Schüler von Giovanni Bellini. Coda stammte aus einer bürgerlichen Familie. Durch den Tod seiner Eltern musste er selbst für sein Auskommen sorgen. Nach einigen Jahren der Selbständigkeit wurde er auch in andere Gegenden berufen, um dort zu arbeiten.
Seine erhaltenen Bilder befinden sich vor allem in Pesaro, Rimini und Ravenna. Er hatte einen Sohn Bartolomeo Coda, der ihn bei seinen Arbeiten begleitete, und so ebenfalls den Beruf eines Malers erlernte.
Raffael soll angeblich sein Schüler gewesen sein. Dazu schrieb Morton H. Bernath 1912:

„Als Kuriosum sei erwähnt, dass der Patrizier Niccolò II. Masini von Cesena (1533–1603), ein sonst wohlunterrichteter Lokalhistoriker, in einem Manuscr. in der Bibl. communale zu Cesena […] behauptet, Raffael habe in seiner Jugend bei C. malen gelernt“

## Ausgewählte Werke
- Der heilige Hieronymus in einer Landschaft. Cesena, Fondazione Cassa di Risparmio
- Maria mit dem Kinde und dem Johannesknaben. Riccione, Villa Franceschi
- Maria mit dem Kinde und Heiligen. Warschau, Muzeum Narodowe